# Libitiosoma
Libitiosoma is een geslacht van hooiwagens uit de familie Cosmetidae.
De wetenschappelijke naam Libitiosoma is voor het eerst geldig gepubliceerd door Roewer in 1947. 

## Soorten
Libitiosoma omvat de volgende 2 soorten:
- Libitiosoma bolivianum
- Libitiosoma granulatum